# 常田俊太郎
常田 俊太郎（つねた しゅんたろう、1990年〈平成2年〉6月6日- ）は、日本の実業家、ヴァイオリニスト。音楽プロジェクト「millennium parade」のメンバー。株式会社ユートニック共同創業者で、同社代表取締役。

## 略歴
1990年（平成2年）6月6日、長野県生まれ。伊那市立東部中学校、長野県伊那北高等学校、東京大学工学部システム創成学科卒業。
ピアノの先生だった母親にピアノを習わされるが1週間で断念。母親の影響で4歳の頃からヴァイオリンを始める。中学時代の後半からは、5時間から6時間の練習を毎日行う。北原よし子、元NHK交響楽団コンサートマスターの田中千香士に師事。長野県から東京都にも、レッスンのために3週間に一度通う。
2004年（平成16年）、中学2年生の時に江藤俊哉ヴァイオリンコンクールで3位入賞。2006年（平成18年）、高校2年生で日本クラシック音楽コンクール全国大会5位入賞。コンクールで入賞したことで「東京芸術大学を受験するよね」という雰囲気に周囲はなった。
進路を決める高校2年生の冬、「3位に入ったといっても1位も2位もいるし、4位の人も上手い。自分じゃなくてもいいな」と感じ「ヴァイオリンだけに絞るのはちょっと…」「何かもう一つ別の軸…ビジネスの知見や経験みたいなものを持ったうえで音楽と掛け合わせるほうが面白いことをできるな」という思いが漠然とあり、東京大学を目指すためにヴァイオリンを辞める。
レッスンで培った集中力も生かし、東京大学理科二類に合格。2008年（平成20年）、工学部に進み各国の経済発展についてコンピュータで解析。同年、東京大学音楽部管弦楽団に所属。
大学卒業後は、戦略系コンサルティング・ファームのプロジェクトマネジャーとして6年間、様々な企業の中期経営計画づくりを支援、
2018年（平成30年）7月、「文化カルチャーを仕事に」と起業し、「しっかり応援したい」と願うファンがクリエーターを金銭面で支えられる仕組みづくりのため、クリエイターの未発表作品を体験したり、密接に繋がれるコミュニティーをつくったりできるアプリケーションソフトウェア「utoniq」を手掛ける株式会社ユートニックの共同創業者となり、共同代表取締役に就任。音楽家やクリエイターの活動を支援する事業を展開。
その一方、久保田千陽が2017年（平成29年）に結成したオーケストラバンド「Japan Popular Classics Orchestra」にも、2019年（令和元年）9月14日からメンバーとして参加。弟の常田大希が主宰するmillennium paradeにもメンバーとして、レコーディングやライブに参加。
他のアーティストにも、楽曲に携わったり参加することがあり、弟の大希がリーダーのロックバンド・King Gnuには、2023（令和5年）5月から6月に開催したスタジアムツアー「King Gnu Stadium Live Tour 2023 CLOSING CEREMONY」で、俊太郎が率いるストリングス隊が参加するなど共に活動することもあるほか、米津玄師の「KICK BACK」のレコーディングではヴァイオリンを奏で、Vaundy、WONKなどの楽曲にも携わっている
2021年（令和3年）6月より運営されており、第一線で活躍するミュージシャンがオーケストラで歌うYouTubeチャンネル「With ensemble」にはプロデューサーとして携わり、アーティストのyamaとクラシック奏者とのセッションを実現するなど、クラシック音楽と接点がなかったポップ・ミュージック関係者やリスナーとの橋渡し役を担う。
2024年10月、フジテレビアナウンサーの宮司愛海と結婚。

## 人物
ストリングスを中心に、アレンジやレコーディングなどの活動を展開。
父はロボットエンジニア、母はピアノの音楽教師。2歳下の弟にロックバンド・King Gnuなどで活動している常田大希がいる。祖父はカラーテレビの開発で紫綬褒章を受章した工学博士の常田朝秀。
弟の大希は「似過ぎていて、今年に入って3回も見間違えた。写真より実物の方が圧倒的に似てるんだよな」と、俊太郎と声優の津田健次郎の外見が酷似していると指摘している。

## 出演

### テレビ番組
- 関ジャム 完全燃SHOW（2022年6月5日[10][注釈 2]、2024年2月4日[11][注釈 3]、テレビ朝日）